# Shala Mons
Lo Shala Mons è una struttura geologica della superficie di Venere.